# 緑ケ丘 (弘前市)
緑ケ丘（みどりがおか）は、青森県弘前市の地名。郵便番号は036-8253。

## 地理
青森県道130号桔梗野富田線の南側に位置し、清水・旭ケ丘にはさまれて、縦に伸びて位置する町。北は樹木、東から南にかけて旭ケ丘、西は清水に接する。

## 沿革
- 1967年（昭和42年） - 清水富田・小沢から分離、緑ケ丘一～三丁目になる。

## 世帯数と人口
2017年（平成29年）6月1日現在の世帯数と人口は以下の通りである。
| 丁目         | 世帯数  | 人口  |
| ------------ | ------- | ----- |
| 緑ヶ丘一丁目 | 71世帯  | 124人 |
| 緑ヶ丘二丁目 | 225世帯 | 383人 |
| 緑ヶ丘三丁目 | 114世帯 | 194人 |
| 計           | 410世帯 | 701人 |

## 施設

### 教育
- 弘前大学北溟寮

### 職業訓練
- 青森県立弘前高等技術専門校（職業能力開発校）
- 青森県立障害者職業訓練校（障害者職業能力開発校）

### 福祉
- 緑ケ丘シルバーハウス

### 公共
- 緑ヶ丘集会所

## 小・中学校の学区
市立小・中学校に通う場合、学区は以下の通りとなる。
| 町丁         | 番・番地 | 小学校               | 中学校             |
| ------------ | -------- | -------------------- | ------------------ |
| 緑ケ丘一丁目 | 全域     | 弘前市立桔梗野小学校 | 弘前市立第四中学校 |
| 緑ケ丘二丁目 | 全域     | 弘前市立桔梗野小学校 | 弘前市立第四中学校 |
| 緑ケ丘三丁目 | 全域     | 弘前市立桔梗野小学校 | 弘前市立第四中学校 |

## 交通
- 弘南バス
  - 緑ヶ丘、緑ヶ丘二丁目、市営住宅前、緑ヶ丘集会所前（ミニバス 緑ケ丘団地線）停留所。
  - 高等技術専門校前、緑ヶ丘（弘前駅 - 枡形・金属団地経由 - 桜ヶ丘線、他）停留所。